# Kostel svatého Klimenta (Lipůvka)
Kostel svatého Klimenta u Lipůvky je zaniklý kostel.

## Historie
Kostel vznikl v polovině 13. století. Zasvěcen byl čtvrtému papeži Klimentovi. Byl tvořen obdélníkovou lodí s na východní straně umístěnou apsidou a na západní straně pak čtverhrannou věží. Kolem kostela se nacházela společně s hřbitovem také osada. Ta byla v 15. století přesunuta východním směrem. V roce 1655 se u kostela ještě pohřbívalo. Roku 1724 prošel opravou a teprve v roce 1787 byl společně s hřbitovem zrušen a jeho funkci nahradil kostel svaté Cecílie v Lipůvce.
V roce 1811, v napoleonských válkách, byla stavba využívána jako pozorovatelna. V následujících letech byla však již pouhou ruinou, sloužící jako zdroj stavebního materiálu.
Na místě, kde kostel stával, jsou dnes postaveny dva kříže.